# Picard River
Der Picard River ist einer der längeren Flüsse an der Westküste von Dominica. Er verläuft im Parish St. John und mündet in der Prince Rupert Bay (Portsmouth Bay) ins Karibische Meer.

## Geographie
Der Picard River entspringt auf ca. 900 m Höhe über dem Meer (⊙) im Nordhang des Morne Diablotin, an den Grenzen zu den Parishes Saint Peter (Dominica) und Saint Andrew (Dominica). Sein Quellgebiet liegt in der Südspitze des Parishes St. John. Die Quellbäche verlaufen in nordwestlicher Richtung und entlang des Nordrandes des Höhenrückens von Dyer Estate und Morne Plaissance Estate. Im Gebiet von Deux Branches erhält er Zufluss von einem Schwarm von Bächen von rechts und Norden aus den Hängen des Morne Turner (⊙). Dann senkt er sich in einem engen und tiefen Tal zur Küste hinunter. Von Ross Castle Estate erhält er einen weiteren Schwarm von kleinen Zuflüssen von rechts und Norden und ebenso von Constant Spring Estate im Süden. Er passiert den Morne Balvine (⊙), wo ihm noch von rechte und Norden die Grande Ravine zufließt. Dann durchquert er das schmale Siedlungsgebiet der Küste zwischen den Siedlungen Picard und Glanvilia von Portsmouth und mündet nach einem Verlauf von 9 km ins Karibische Meer.
Nach Süden grenzen die Einzugsgebiete von Lamois River, Cario River und Espagnole River an und nach Norden von Indian River mit dem Nebenfluss Maikay River.